# Serge Haroche
Serge Haroche, född 11 september 1944 i Casablanca i Marocko, är en fransk fysiker. År 2012 tilldelades han Nobelpriset i fysik tillsammans med David Wineland med motiveringen "för banbrytande experimentella metoder som möjliggör mätning och styrning av enstaka kvantsystem". Deras forskning har lett till bemästrandet av ljuspartiklar i den kvantfysiska världen.

## Biografi
Serge Haroche föddes i en judisk familj i Casablanca. Haroche lämnade Marocko 1956, samma år som landet blev självständigt. Han bor idag i Paris, är gift och har två barn. Hans mor föddes i Odessa och arbetade som lärare och hans far var advokat. Haroche är farbror till den franska singer-songwritern och skådespelaren Raphaël Haroche.
Han är professor vid École Normale Supérieure och Collège de France sedan 2001. Han arbetar inom kvantfysik och är bland annat känd för att ha observerat fenomenet dekoherens. Han tilldelades CNRS guldmedalj 2009.

## Forskning
En praktisk användning av upptäckterna som gav Haroche Nobelpriset är en optisk klocka där två joner i tillsammans håller tiden hundra gånger noggrannare än dagens standardklocka, det vill säga ett cesiumur. Den ena jonen "håller takten" medan den andra håller reda på tiden och meddelar den vidare utan att förstöra jonernas kvanttillstånd. Detta ses som första steget mot kvantdatorer.